# D (serijal)
D je kultni serijal horor videoigara. Napravila ga japanska tvrtka za proizvodnju i izdavanje videoigara WARP. Serijal čine tri igre:
- D (1995)
- Enemy Zero (1996)
- D2 (1999)

Posebitost serijala je ta da iako je u svakoj igri isti glavni lik, svaka je igra neovisna priča koje nema nikakav narativni kontinuitet s ostalim igrama.